# Terminator Salvation (videojuego)

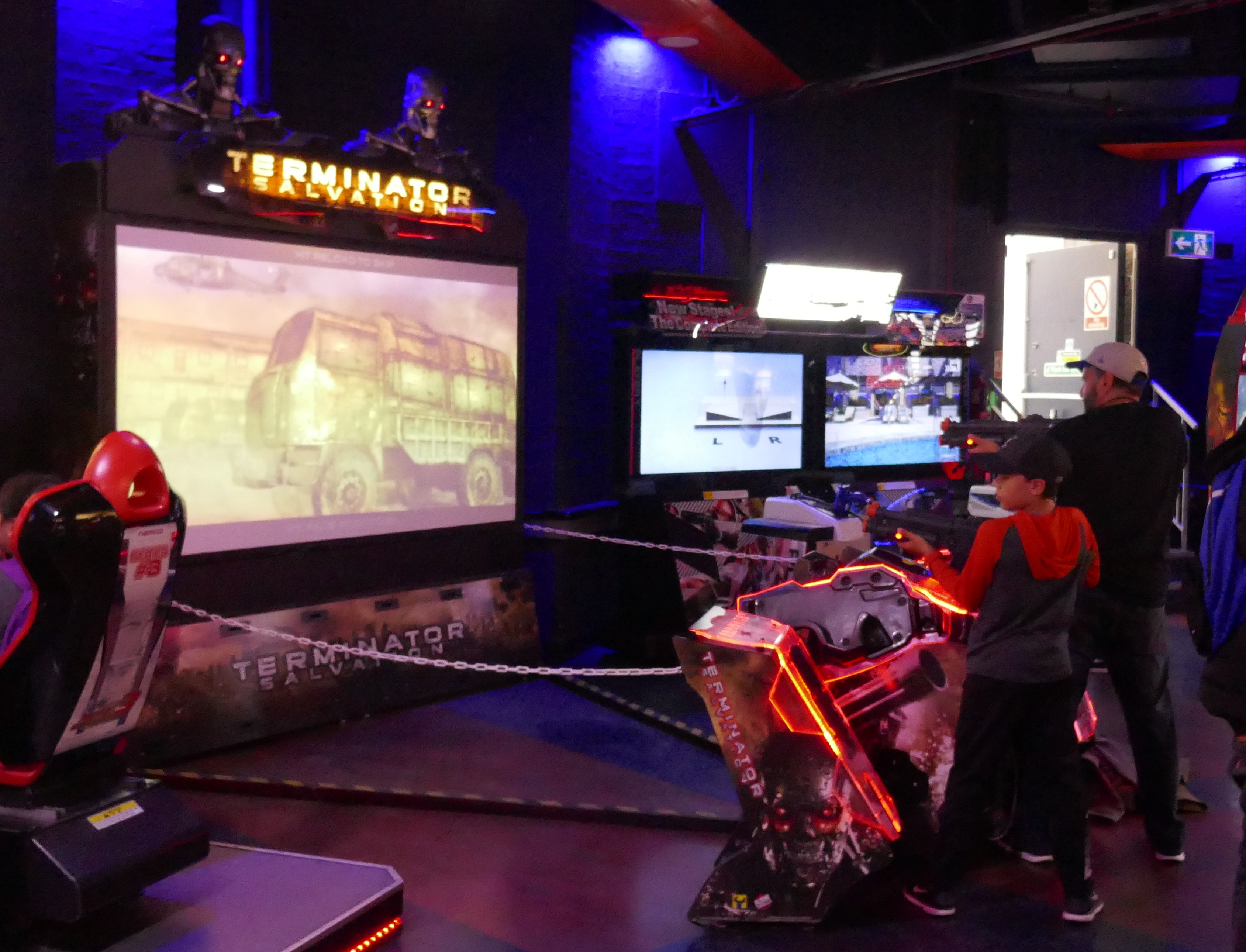
Terminal arcade de la película Terminator: La Salvación

Terminator Salvation es un videojuego de acción de disparos en tercera persona, lanzado el 19 de mayo de 2009 para coincidir con el lanzamiento de la película del mismo nombre en la misma semana. Lo desarrolla la filial de juegos de Halcyon Company, Halcyon Games, junto con Grin y publicado por Equity Games y Evolved Games. El juego fue lanzado para Microsoft Windows, PlayStation 3, Xbox 360, móvil e iOS. El juego toma aproximadamente cuatro horas en completarse y no tiene características adicionales distintas de la capacidad para cambiar la dificultad de los niveles. Las "escenas" son representaciones en el juego. Toda la información principal se presenta a través de las reflexiones del escuadrón del protagonista y las llamadas por radio que hacen periódicamente.
Situado en 2016 en Los Ángeles, es una intercuela que tiene lugar entre los eventos de Terminator 3: La rebelión de las máquinas y Terminator Salvation y sigue a John Connor (Gideon Emery), y su equipo, que consiste en Angie Salter (Rose McGowan), Barnes (Common) y Blair Williams (Moon Bloodgood). Sin embargo, Christian Bale se negó a prestar su voz e imagen para el juego. Rose McGowan está en el juego también, dándole voz al personaje exclusivo del juego Angie Salter, quien es una exmaestra de escuela secundaria. Por otro lado, Common y Moon Bloodgood le dan voz a sus propios personajes de la película (Barnes y Blair, respectivamente).

## Jugabilidad
Terminator Salvation es un videojuego de disparos en tercera persona donde el jugador tiene que "moverse constantemente, flanquear, cubrirse y utilizar su escuadrón para progresar." El jugador debe luchar contra los enemigos Skynet de la película del mismo nombre así como nuevos enemigos diseñados específicamente para el juego.
El juego cuenta con una campaña que se puede jugar solo o en cooperación con otro jugador local a través de la pantalla dividida. La versión cooperativa del juego le permite a los jugadores jugar tanto como John Connor y su compañera de equipo Blair Williams.
El juego cuenta con un sistema de cobertura y de movimiento no muy diferente de los que aparecen en Gears of War y Brothers in Arms: Hell's Highway, donde el jugador puede elegir rápidamente esquivar entre las diferentes formas de cobertura, saliendo sólo para disparar a los enemigos. El permanecer en cubierto es ventajoso, ya que el jugador sólo regenera la salud cuando no han recibido daño por una cierta cantidad de tiempo (como en los juegos Halo y Call of Duty). Aunque los jugadores inicialmente sólo están equipados con una carabina M4, se pueden adquirir otras armas como el RPG-7 y la escopeta lanzagranadas M79, la escopeta Remington 870, y la ametralladora ligera M249 , así como diversos tipos de granadas (cegadoras y de fragmentación) a través del juego. La I.A. del enemigo es relativamente fuerte, ya que mantiene el seguimiento de la ubicación del jugador de manera realista (es decir, no omnisciente pero utilizando la vista y el sonido para localizar al jugador), así como apretarles activamente y flanquearles cuando el jugador busca cobertura.

## Trama
John Connor reflexiona sobre los viejos tiempos de la preparación para la batalla futura. Volviendo a un punto de evacuación con Blair Williams y otros soldados, se abren  paso por las máquinas para descubrir que no hay helicópteros esperándoles. Escapando, en cambio, en camiones, el grupo es atacado por un avión cazador asesino. Después de que John Connor consigue destruirlo, un T-600 aparece y mata a un miembro de su equipo.
El equipo viaja bajo tierra, luego arriba otra vez, luchando contra las máquinas. Los tres supervivientes logran acercarse al punto de evacuación, encontrándose con soldados. Drones Aerostat atacan, y Connor, Williams, y otros salen a ocuparse de ellos. Uno muere en la batalla. Un equipo de la Resistencia liderado por el soldado David Weston (Sean Cory Cooper) pide ayuda, pero su transmisión se pierde. Posteriormente, el equipo intenta hacer un lugar de aterrizaje para un helicóptero. El helicóptero aterriza y rescata al equipo, pero Connor y Williams se quedan para rescatar al equipo de Weston. El dúo entra en las cloacas.
Un equipo de rescate, Epsilon, tiene un helicóptero que se cae, por lo que el dúo va al lugar de su accidente para comprobar si hay supervivientes. Rescatan a cuatro soldados, Angie (Rose McGowan), un desconocido, Deckard (Joe Camareno) y Dobkin (Nolan North). Combaten una legión de máquinas y, después, deciden dirigirse a un viejo puesto avanzado de la Resistencia. Deckard es asesinado por un T-600, y el equipo se ve obligado a retirarse. Logran destruir dos T-600. No tienen otra opción que retirarse, pero sin salida, el equipo se ve obligado a destruir los T-600.
Los tres continúan para ir a Skynet mientras se defienden. Deciden ir a una torre para que puedan observar las patrullas de Skynet para planificar una ruta para rescatar a Weston. Se encuentran con T-600 con la piel de goma, que el trío destruye. Connor le advierte a los otros dos sobre el T-850, que tiene piel que  crece. Ellos llegan a la torre, donde se encuentran con un cazador asesino, pero Connor, Williams y Angie consiguen destruirlo. Hay muchas máquinas en una calle cercana a la que planeaban ir, así que los tres deciden ir a la Union Station en el metro, siguiendo todas las pistas hasta Skynet.
Ellos recorren su camino a un campo de supervivencia oculto. Los supervivencialistas parecen, al principio, no confiar en ellos (por los T-600 con piel), pero logran ganar su confianza. Ellos dicen que no han encontrado a Skynet durante mucho tiempo. El líder, llamado Warren (Ed O 'Ross), lo lleva a Barnes (Common), que les suministrará. Las máquinas vienen, y Connor, Williams y Barnes combaten a las máquinas, mientras que Warren y Angie evacuan la zona. Barnes le revela a Connor que las máquinas en realidad vienen cada dos meses. Ellos destruyen las máquinas con detonadores y todos evacúan en tren. Connor y Williams defienden el tren con un lanzamisiles. Se detienen para rescatar a la gente de las máquinas y lo logran. Ellos escapan, pero el tren descarrila, así que van a pie hasta un depósito de camiones, encontrándose con otros soldados. Warren conduce un autobús escolar, mientras Connor y Williams lo defienden, finalmente, salvando el autobús. Ellos van por caminos separados, pero Warren dice que pueden visitarles en cualquier momento. Warren todavía tiene dudas de su plan, diciendo que no podían comunicarse mientras siga en pie torre de comunicación de Skynet. Barnes se une a los tres, diciendo que está cansado de correr y desea unirse a la Resistencia.
Luchando contra numerosas máquinas para infiltrarse en el compuesto Skynet, una alarma se activa accidentalmente cuando Connor roba documentos importantes. Mientras Barnes coloca explosivos, Connor, Angie y Blair mantienen a raya T-600 y T-7-T. Mientras los explosivos detonan, corren al ascensor para escapar. Sin embargo, con el panel de control ubicado fuera, Angie se sacrifica para que Connor y los otros puedan regresar a la superficie. John es atormentado por la culpa, pero Blair explica que él había ayudado a Angie a pelear, y ella creía que podía ayudar a la humanidad a ganar.
Connor está arreglando lo que parece ser un vehículo. Él llama a su base (contestado por su compañera Linda (Lupe)), diciendo que necesita poder aéreo para rescatar al equipo de Weston. Linda dice que va a ser un problema, debido a una cosechadora. "Eso no será un problema", dice Connor, porque Connor reprograma un tanque cazador asesino, y lo programó para ir directamente a Skynet. Él no tiene el control de las armas, sin embargo. El equipo de Warren regresa, y se disculpa.
Primero tienen que localizar y destruir las torretas antiaéreas de Skynet. Ellos destruyen cuatro zonas de torretas y máquinas, pero el tanque recibió demasiado daño. Connor sugiere que podrían desactivarlas  a pie. Connor, Williams y Barnes son unidos por tres hombres para desactivar las torretas y encontrar a los hombres de Weston. Warren y los otros cubren a Connor destruyendo tantas máquinas como es posible.
Ellos atraviesan Skynet y destruyen todas las máquinas que se encuentran, hasta que encuentran a Weston y sus hombres. Los hombres de Warren aceptan escoltarles a los vehículos, mientras que Connor, Williams, Weston y Barnes pasan por los túneles de servicio para desactivar las torretas.
Los cuatro tratan de llegar a la sala de control. Connor apaga las máquinas durante unos minutos, tiempo suficiente para sacarlos de Skynet. Los cuatro intentan escapar de Skynet antes de que destruyan la base. Con los cuatro de ellos a salvo, todos regresan a su campamento de la Resistencia. Connor narra, diciendo que él ha ganado fe por lo que está a punto de crear en el futuro en lugar del pasado.

## Desarrollo
El juego fue anunciado por primera vez el 15 de noviembre de 2007, cuando la Compañía Halcyon también anunció la formación de Halcyon Games, el brazo de videojuegos del estudio. Ya había estado en desarrollo durante varios meses en Grin y Halcyon Games, mucho antes de que la filmación se llevara a cabo. Peter Levin, un exejecutivo de Disney, encabezará Halcyon Games como CEO interino. El CEO reveló que Halcyon decidió desarrollar el juego internamente en vez de contratar a otro estudio para crear el juego.
Aunque estaba previsto un modo multijugador se rechazó decididamente para que el juego sea lanzado a tiempo. Con el vicepresidente  de desarrollos de Halcyon, Cos Lazouras, que dice "Es mi opinión hacer menos mejor que más pero mediocre. Obtuvimos la cooperación local en lo que es increíblemente genial."

## Actores de voz
El elenco completo aparece en el sitio oficial:
- Gideon Emery como John Connor - un soldado y el futuro líder de la Resistencia que fue predicho de la guerra por su madre y los encuentros anteriores de los Terminators de Skynet desde su infancia.
- Moon Bloodgood como Blair Williams - Aliada de Connor y compañera de lucha.
- Rose McGowan como Angie Salter - Una soldado con problemas. Ella tiende a no pelear al principio, pero será una compañera fiel como progresa la historia.
- Common como Barnes - un superviviente subterráneo que se une al equipo de Connor.
- Sean Cory Cooper como David Weston - un soldado de la Resistencia que Connor y Williams tratan de rescatar de Skynet.

## Recepción
Terminator Salvation recibió críticas mixtas a negativas de los críticos. Game Rankings le dio a la versión de Xbox 360 un 55,67%, la versión de PS3 un 51%, y la versión de Windows un 50%. El crítico de GameSpot Chris Watters lo calificó con un 5 sobre 10 citando el combate repetitivo, imágenes mediocres, longitud corta, y que el actor principal de la película, Christian Bale, no hizo la voz actuando como el John Connor del juego. Hilary Goldstein de IGN le dio un 6.3 sobre 10 por sus imágenes aceptables, la buena I.A. aliada, y la total falta de valor de rejugabilidad. También lo criticó porque la voz de Bale había desaparecido. En la revisión de vídeo, a IGN no le gustó que Bale no dé voz o el juego corto, pero le gustó la IA del enemigo y el sistema de cobertura. Justin Haywald, revisor de 1up.com, lo calificó con una D + señalando las imágenes mediocres, el combate repetitivo, y la trama suave. Will Herring, un revisor de Gamepro, galardonó el juego con 2 de 5 estrellas por sus "niveles repetitivos, sistema de salud muy frustrante, y jugabilidad mundana." X-play le dio un 2 sobre 5.
Terminó obteniendo ingresos de venta muy elevados por sus "trofeos" y "logros" enormemente fáciles para las versiones para PS3 y Xbox 360.